# Anaccra camerunica
Anaccra camerunica är en fjärilsart som beskrevs av Józef Razowski 1966. Anaccra camerunica ingår i släktet Anaccra och familjen vecklare. Inga underarter finns listade i Catalogue of Life.